# Этериано, Уго
Уго Этериано (Ugo Etherianus, его фамилию также пишут как Ætherianus, Eretrianus, Etterianus, Heterianus) — католический церковный деятель XII века. На консистории в начале 1182 года был провозглашен кардиналом-дьяконом с титулом церкви Сант-Анджело-ин-Пескерия.